# 毛叶绣线梅
毛叶绣线梅（学名：Neillia ribesioides），为蔷薇科绣线梅属下的一个种。

## 扩展阅读
維基物種上的相關：毛叶绣线梅